# Ледовый каток (Тирасполь)
«Ледовый каток» — ледовый комплекс в Тирасполе.
Комплекс включает в себя помимо ледового поля также кафе и гостиницу на 9 номеров.

## Название
- С 2008 по 2024 год — Снежинка
- С 2024 по наст. время — Ледовый каток

## Описание
Построенный по польскому проекту каток, позволяет развивать в Приднестровье такие виды спорта, как хоккей и фигурное катание. Мощные холодильные установки позволяют удерживать на поверхности катка минусовую температуру даже в самую жаркую погоду.
К услугам посетителей — кафе, раздевалки, душ, прокат коньков. В помещении расположены постоянные трибуны на 600 мест. Во время праздников устанавливаются дополнительные трибуны. В результате количество мест для зрителей составляет 1058. На территории катка также расположены 2 озоновые сушилки для обуви.

## История
В июне 2008 года было закончено строительство ледового катка, а на открытии выступали российские фигуристы с мировым именем, которые представили ледовое шоу, созданное генеральным директором компании «Ледовая симфония» Ильей Авербухом.
В 2011 году на катке прошёл конкурс по фигурному катанию.
В августе 2013 года у входа на каток был установлен памятник выдающемуся хоккеисту В. Крутову и открыта Академия хоккея, тогда же состоялся и первый международный турнир памяти Владимира Крутова.
В 2022 году каток перешел в муниципальное ведение, а в 2024 году сменил название на «Ледовый каток», было поменяно оборудование и купол, наличие которого позволит принимать посетителей при температуре на улице до +25 градусов.